# Луганська агломерація
Луганська агломерація (Північно-Луганська агломерація) — агломерація з центром у місті Луганськ. Простягається вздовж річки Лугань, лівої притоки Сіверського Дінця. Головні чинники створення і існування агломерації: регіональний і транспортний центр, машинобудівна, паливна і легка промисловість. Центр розвиненого сільськогосподарського району.
Складається
- з міст: Луганськ.
- з районів: Лутугинський район, Станично-Луганський район, Слов'яносербський район.

- Чисельність населення — 501,2 тис. осіб.
- Площа — 4 352 км².
- Густота населення — 158,1 осіб/км².